# 바이럴 영상

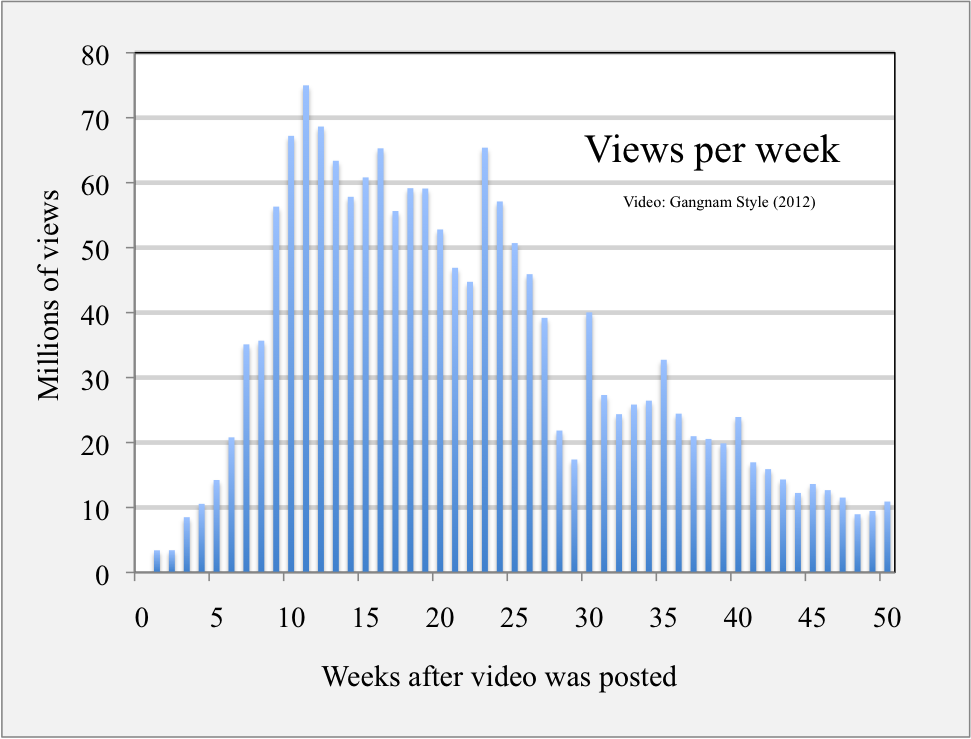
강남스타일의 바이럴 영상 주간 동영상 조회수

바이럴 영상, 바이럴 비디오(viral video, 입소문 동영상)는 일반적으로 유튜브와 같은 비디오 공유 웹사이트, 소셜 미디어 및 이메일을 통해 인터넷 공유의 바이럴 과정을 통해 인기를 얻는 비디오이다. 비디오가 공유 가능하거나 확산되려면 이러한 새로운 플랫폼을 활성화하고 대중화한 사회적 논리와 문화적 관행에 초점을 맞춰야 한다.
바이럴 비디오는 진지할 수도 있고 깊은 감정을 담고 있는 동영상도 있지만 엔터테인먼트와 유머러스한 콘텐츠에 초점을 맞춘 동영상이 더 많다. 주목할만한 초기 예로는 더 론리 아일랜드의 "Lazy Sunday" 및 "Dick in a Box"와 같은 TV 코미디 스케치, Numa Numa 비디오, The Evolution of Dance, 유튜브의 Chocolate Rain이 있다. 그리고 I Got a Crush... on Obama와 같은 웹 전용 프로덕션도 있다.
한 평론가는 코니 2012 동영상을 역사상 가장 바이럴한 동영상(3일 만에 약 3400만 조회수, 6일 만에 1억 조회수)이라고 불렀지만, '강남스타일'(2012)은 5개월 만에 10억 조회수를 기록하며 이후 역대 가장 많이 본 동영상으로 기록됐다. 그 뒤 2012년 'Despacito'(2017)가 이 기록을 깼다.

## 같이 보기
- 인터넷 밈
- 인터넷 밈 목록
- 양성 피드백
- 쇼크 사이트
- 스트라이샌드 효과
- 입소문 마케팅